# 마케팅
마케팅(영어: marketing)은 시장 경제(영어: exchange relationship) 또는 수요를 관리하는 경영학의 한 분야이다. 소비자를 대상으로 고객을 창조하고 유지 · 관리함으로써 고정고객으로 만드는 모든 활동 즉, 고객과 관련된 모든 활동을 의미한다. 마케팅은 광고, 영업 등을 포함하며 창의성을 내포하는 산업이자 소비자가 가질 수 있는 미래의 요구와 욕구를 예측하는 일로 한정되었으나 21세기 이후에는 어떤 '잠재적인 욕구'를 자극하여 표면상으로 이끌어 내는 행위나 동기로 용어의 적용 범위가 확대되고, 시장에서 벗어나 일상의 행위에서도 마케팅이라는 용어가 등장하게 되었다.
마케팅은 판매행위를 어떻게 구성하고 전달할 것인지에 대한 모든 일련의 행위를 포함하며, 또한 상대방이 자신에 대해 가지고 있는 잠재욕구를 자극하여 필요로 하게끔 만드는 행위와, 상품과 용역을 생산자로부터 소비자에게 원활히 이전하기 위한 비즈니스 활동을 포함한다. 즉, 생산자와 소비자의 희망을 결합해서 능률적인 공급을 하는 것이 마케팅이다. 그것을 위한 활동으로 시장조사, 상품화 계획, 판매촉진, 선전 · 광고, 디지털 마케팅(digital marketing) 등이 있다.

## 정의
마케팅을 어떻게 해석하고 정의하느냐는 논자에 따라 다르며, 통일적인 견해는 없다. 다만 마케팅을 사회 경제적 입장에서 다루려는 경우와 기업주체적 입장에서 취급하려는 경우가 있는데 전자의 대표적인 사람은 더디(E. D. Duddy)·레브잔(D. A. Revzan)이다. 이들의 정의에 의하면 '상품 혹은 서비스를 교환하거나, 이들을 화폐가치로서의 가치를 부가하거나 하는 과정으로서 단지 이들 물질적인 것으로 그치지 않고 소비자의 욕구를 최대한 만족시키기 위하여 생산지점에서부터 소비지점까지 유통되게 하는 경제과정이다'라고 말한다. 후자의 대표적인 사람은 켈리(E. J. Kelley)로, 그는 "마케팅이란 고객이 만족할 상품 혹은 서비스의 배급을 통한 고객의 만족이나 시장 유발을 의미하며, 이는 생산에서부터 소비까지 상품 또는 서비스의 흐름을 개발·유통시키기 위해 필요한 서비스 과업을 포함한다"고 정의하고 있다. 벨(M. L. Bell)은 '마케팅이란 고객이 만족할 프로젝트에 대한 기업의 노력을 전략적으로 계획·감독하고 통제하는 매니지먼트과업 ― 통일된 시스템 속에 있는 소위 경영활동(제조·재무 및 판매를 포함)의 의미하는 과업 ― 이다'라고 정의하고 있다.
미국 마케팅 보관됨 2021-04-14 - 웨이백 머신협회의 용어정의 위원회(The Committee of the American Marketing Association)의 정의에 의하면 마케팅이란 '상품 혹은 서비스를 생산자에서 소비자 혹은 사용자에까지 유통시키는 것에 관한 기업경영 활동의 수행을 의미한다'고 해석하고 있다.
이와 같은 견해들을 종합해 보면 마케팅은 생산자에게 생산재를 제공하고 소비자에 재화나 서비스를 제공하여 이윤을 얻음과 동시에, 사회의 생산성을 높이고 소비생활 수준을 높이기 위한 유통 활동의 계획과 실행의 프로세스라고 할 수 있다.
그러나 기업의 입장에서 마케팅을 미시적으로 볼 때에는 마케팅을 '욕망을 충족하는 재화와 서비스를 계획하고, 가격을 정하고 판매를 촉진하여 배급하는 의도를 갖는 상호작용적인 경영활동의 전체적 시스템'이라고 정의할 수 있다. 여기서 전체적 시스템이라는 것은 기업의 여러 기능이 시장 조작을 위하여 총력을 집중하는 경우에 볼 수 있는 전사적 마케팅을 의미한다.

## 개념
마케팅의 개념(concept)에 대한 명확한 역어(譯語)는 아직 없으나, 일반적으로는 마케팅을 이해하는 기본적 태도 내지 개념을 말한다. 킹(R. L. King)은 미국에 있어서는 1900∼30년까지의 생산 중심적 시대와 1930∼50년대에 이르기까지의 협의의 판매관리 중심시대를 거쳐 1950년대 이후에 비로소 현대적인 마케팅의 개념이 확립되었다고 한다.
오늘날에 있어서의 마케팅 콘셉트(marketing concept)는 고객지향적 내지 소비자중심적인 경향을 가지는 반면, 경영 내부에서는 전사적 마케팅(total marketing) 내지 통합적 마케팅(integrated marketing)을 지향하는 것으로 이해되고 있다.

### 고객지향성
고객지향성(customer oriented)이란 현대 마케팅의 중심개념이 되는 것으로서 생산자와 소비자의 상호이익을 바탕으로 하는 행동원리를 말한다. 맥케이(E. S. Mckay)에 의하면, 고객지향성이란 '전통적인 판매개념에서는 기술부원은 제품을 설계하는 것이고, 제조부원은 그것을 생산, 판매부원이 판매하도록 기대되었으나, 오늘날의 마케팅의 개념하에서는 전체 경영과정은 먼저 시장조사나 판매예측에서 비롯되고, 이는 경영상의 모든 작업이나 활동에 대한 계획을 세우는 데 있어서 치밀하고 사실에 입각한 고객지향적 기반을 제공하는 것'을 말한다.

### 전사적 마케팅
전사적 마케팅(total marketing)이란 기업경영활동의 중심적 부문을 마케팅에 두고 기업의 유지·발전은 고객지향성을 중심으로 하여 기타 경영활동인 인사·재무·생산 등의 활동이 마케팅을 원활히 수행할 수 있는 조건을 제공하는 하위 분야로 보는 즉 마케팅이 회사경영의 최우위에서 전사적인 관점으로 모든 부문 내지 부분을 규제·유도하는 부문으로 다루는 관리방식을 말한다.

### 관리적 마케팅
관리적 마케팅(managerial marketing)의 특색은 다음과 같다.
 ① 마케팅을 독립된 기업활동으로 생각하지 않고서 생산이나 재무와 같은 경영 기능과의 상호작용이나 관련성을 중요시하며, 전체적인 기업의 활동은 마케팅의 입장을 중심으로 계획되어야 함을 강조한다.
 ② 마케팅의 경영자적 연구·이해를 경영자의 계획이나 문제해결·의사결정 등의 입장에서 연구하려는 것이다.
 ③ 마케팅을 사회 경제적 입장에서가 아니라 기업 경영자의 활동으로서 파악하려고 한다. 즉 사회적인 분배조직이나 과정은 단지 경영자 활동의 요인으로서만 취급하는 것이다.

## 기능
마케팅 기능에는 전통적인 마케팅 기능과 관리적 마케팅 기능이 있는데, 전자는 사회적 입장과 기업적 입장과의 교차점에서 민주적인 입장에서 해석하는 기능이고, 후자는 기업의 입장에서 본 마케팅 경영 기능이다. 전통적인 마케팅 기능에는 교환기능(판매·구매)과 물적 공급기능(운송·보관), 그리고 조성기능(금융·위험부담·시장정보·표준화·등급화) 등이 있다.

### 교환기능 (소유권 이전 기능)
교환기능은 마케팅의 본질적 기능으로서, 생산자로부터 수요자에게 재화나 서비스를 교환시켜 소유를 이전시키는 기능으로 구매·판매기능으로 나뉜다.
1. 구매기능(購買機能) ― 주로 중간상인에 의해 수행되는 것으로서, 구매상품의 종류·수량의 결정 공급원의 선정, 상품의 적합성 검사, 매매조건의 교섭·구입 등 세부기능이 포함된다.
2. 판매기능(販賣機能) ― 수요의 창조, 구매자의 발견, 구매조건의 교섭, 판매활동 및 서비스 등의 기능을 포함한다.

### 물적 공급기능
상품을 생산지에서 소비지까지 공급 저장하고 수요와 공급을 장소적·시간적으로 적합시키는 기능이다.

### 조성기능
교환·물적공급 기능 등을 효과적으로 달성하기 위한 재환경을 조성 내지 보조·촉진하는 기능으로 금융기능·위험부담기능·시장정보기능 등이 있다.
(1) 금융기능(金融機能) ― 상품구입에 필요한 자금을 조달하는 기능으로 외상판매에 의한 구매자의 자금지원 같은 것이다. (2) 위험부담기능(危險負擔機能) ― 상품의 유통과정에서 생기는 위험을 담당하는 기능으로서, 상품의 변질·파괴 등의 물질적 위험, 가격 변동으로 인한 손해위험, 신용거래에서 파생하는 대손위험 등이다. (3) 시장정보기능(市場情報機能) ― 배급활동의 수행에 필요한 의사결정을 위해 시장정보를 과학적으로 수집·분석하는 기능이다. 이 시장정보 기능으로 인해 현대적인 시장조사가 발달하게 되었다.

## 전문 분야
- 내부 마케팅
- 콘텐츠 마케팅
- 광고 및 브랜딩
- 다이렉트 마케팅
- 스포츠 마케팅
- 국제 마케팅
- 홍보(Public Relations)
- 커뮤니케이션(Communications, 다른 말로 마컴)
- 전략 관리(Strategic Management)
- 마케팅 조사(Marketing Research)
- 이벤트 조직(Events Organization)
- 데이터베이스 마케팅(Database Marketing)
- 검색 엔진 마케팅(Search Engine Marketing)
- 데이터 마케팅(Data Marketing)

## 4P
기업의 목표를 달성하기 위해 통제 가능한 마케팅 변수는 크게 제품(Product), 가격(Price), 유통 경로(Place), 판매 촉진(Promotion)이 있으며, 이 네 가지를 흔히 4P라고 한다. 이러한 통제 변수를 적절히 배합하여 목적을 이루어내는 전략을 마케팅 믹스라고 부른다.
- 제품: 제품의 관리는 브랜드의 관리와 제품의 수명 주기 등을 고려해야 한다.
- 가격: 가격의 관리는 제품의 시장 도입 시 가격 수준에 대한 고려, 경쟁 상품의 가격에 대한 대응 전략, 가격 결정에 영향을 주는 요인에 대한 고려 등이 있다. 가격 결정에는 비용 지향적 방법, 경쟁 지향적 방법, 수요 지향적 방법 총 3가지 방향이 있다.[1] 가격 정책은 소비자가 가장 민감하고 신속하게 반응하여 즉각적인 효과를 가져온다.
- 유통 경로: 유통경로의 관리는 제조사가 소매점을 최대한 많이 확보하는 전략을 취할지 특화된 전문점을 소매점으로 택할지 등을 결정한다.
- 판매 촉진: 소비자의 구매를 유도하도록 자사의 제품이나 서비스를 어필하는 것으로 대표적으로 광고, 판매촉진, PR, 인적판매 등이 있다.

## 참고 문헌
- 이석규 (2006). 《마케팅관리》. 박영사. ISBN 8971894075.
- 안광호, 임병훈 (2002). 《마케팅조사원론》. 경문사. ISBN 89-420-0297-8.

## 같이 보기
- 마케팅 전략
- 마케팅론
- 광고
- 브랜드
- 국가 브랜드
- 1+1 (판매)
- 매크로마케팅(영어판)
- 멀티채널 마케팅(영어판)
- 인터넷 마케팅
- 디지털 마케팅
- 다이렉트 마케팅
- 테스트베드
- 티저 광고